# قاضی محب
قاضی محب (انگلیسی: Qazi Mohib; ۱۵ اوت ۱۹۶۳ – ۲۹ دسامبر ۱۹۹۶) بازیکن هاکی روی چمن اهل پاکستان بود.